# Chrysocraspeda perpicta
Chrysocraspeda perpicta là một loài bướm đêm trong họ Geometridae.